# АН-1 (двигатель)
АН-1 (Авиационный Нефтяной, Н-1) — советский поршневой 12-цилиндровый V-образный четырёхтактный авиационный дизельный двигатель водяного охлаждения.

## История создания и производства
В СССР в условиях слабо развитой нефтехимии не хватало качественного высокооктанового  бензина, в первую очередь авиационного. Поэтому дизельный двигатель, работающий на газойле или керосине, мог явить собой действенное решение многих проблем, связанных с моторизацией всего народного хозяйства, и в первую очередь — вооружённых сил (в качестве силовой установки танков и самолётов).
Двигатель АН-1 разрабатывался в отделе нефтяных двигателей ИАМ (ЦИАМ) под руководством А. Д. Чаромского. Первый опытный образец изготовили летом 1933 года в мастерских ЦИАМ. Он проходил стендовые испытания в 1933—1934 годах. В октябре — ноябре 1935 года АН-1 прошёл госиспытания. По их результатам предложили выпустить опытную партию из 35—40 двигателей.
Впоследствии АН-1 неоднократно модифицировался. В общей сложности выпущено около 100 экземпляров.
АН-1 дал начало целому семейству двигателей: для авиации — АЧ-30Б и М-40; для флота — М-50, М-400, М-401 и М-850; для танков — ТД-30Б; для железных дорог — М-750, М-753, М-756. Дизели М400 мощностью 800 л. с. и М401 (с турбонаддувом) мощностью 1000 л. с. устанавливались на скоростных судах «Заря», «Ракета», «Восход» и «Метеор».
Первый опытный отечественный двигатель на тяжёлом топливе АН-1 был создан в Центральном институте авиационного моторостроения под руководством А. Д. Чаромского в 1936 году. По схеме это был четырёхтактный 12-цилиндровый V-образный двигатель с непосредственным впрыском топлива. По своей силовой схеме он был аналогичен двигателю М-34, но имел несколько большие диаметр цилиндра (180 мм) и ход поршня (200 мм). Его номинальная мощность составляла 750 л. с. В ходе развития мощность авиадизеля была повышена до 1250 л. с. при удельном расходе топлива 0,175 кг/л. с.·ч. С этими данными он успешно прошёл испытания и был принят для серийного производства. В ходе подготовки и развертывания производства продолжилось совершенствование двигателя.
Созданный под руководством А. Д. Чаромского серийный двигатель АЧ-30Б имел: взлётную мощность — 1500 л. с., мощность на высоте 6000 м — 1250 л. с., удельный расход топлива — 0,17 кг/л. с.·ч, удельную массу — 0,77 кг/л. с. Это был самый мощный в мире авиационный дизель. Его основные технические данные были на уровне лучших мировых достижений. Во время Великой Отечественной войны двигатели АЧ-30Б применялись на тяжёлых бомбардировщиках Пе-8, наносивших удары по глубоким тылам противника, в том числе и по Берлину.
До настоящего времени[когда?] находят применение в транспортном машиностроении и на судах дизели, создаваемые на основе АН-1 и его модификаций. Возможности развития этого семейства далеко не исчерпаны.

## Модификации
- АН-1
- АН-1А
- АН-1Р
- АН-1РТК (В 1940 году АН-1РТК переименован в М-40)[1]
- АН-1М

## Применение
- АН-1 проходил летные испытания на самолетах РДД и ТБ-3Д.
- ТБ-7 АН-1РТК (М-40 и М-40Ф) на нескольких модификациях.